# Helen Lemmens-Sherrington

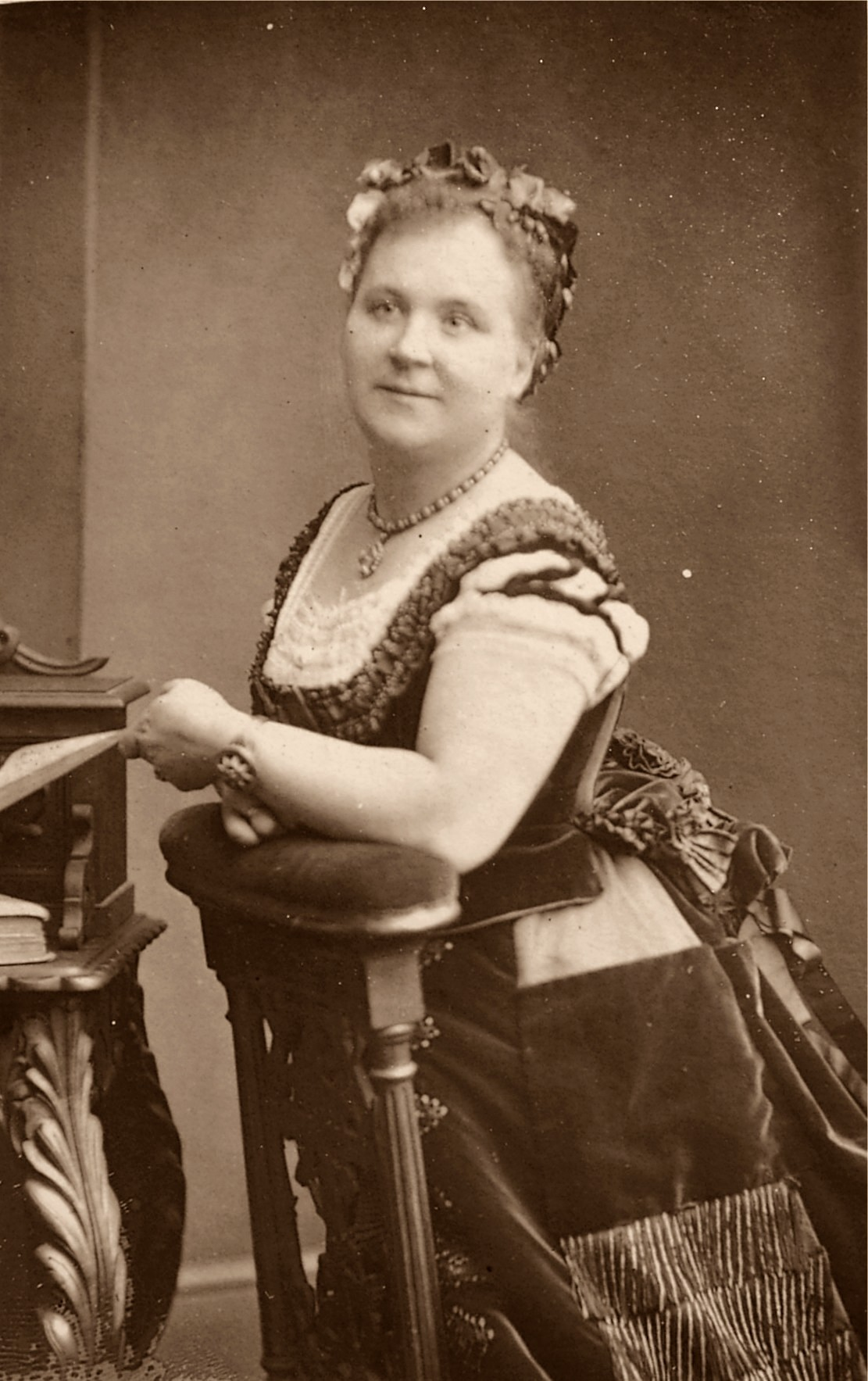
Helen Lemmens-Sherrington

Helen Lemmens-Sherrington (4 octobre 1834 – 9 mai 1906) est une soprano anglaise des années 1850 aux années 1880. Née dans le nord de l'Angleterre, elle passe une grande partie de son enfance et après en Belgique, où elle étudie au Conservatoire royal de Bruxelles. Après des contrats en Europe continentale, elle fait ses débuts à Londres en 1856. Sa carrière de chanteuse est surtout lors de concerts, mais dans la première moitié des années 1860, elle joue au Royal Opera House et dans d'autres grands théâtres de Londres.
Après sa retraite des planches, elle devient enseignante dans son ancien collège de musique à Bruxelles et à l'Académie Royale de Musique de Londres et au Royal Manchester College of Music.

## Jeunesse
Helen Sherrington est née à Preston, en Angleterre, en 1834. Lorsqu'elle était enfant, sa famille s'installe d'abord en Hollande et ensuite en Belgique. Elle a étudié le chant à Rotterdam et au Conservatoire de Bruxelles. Elle a commencé sa carrière sur scène à Londres, se construisant une réputation comme chanteuse de concert dans la seconde moitié des années 1850. Après des succès aux Pays-Bas et en France, elle a chanté à Londres pour la première fois en 1856 et a été invitée à revenir au cours des années suivantes. En 1859, The Illustrated London News a dit d'elle :
« La voix de madame Lemmens est pure, brillante et douce : son étendue dépasse deux octaves et demi, avec une singulière facilité de vocalisation. Avec beaucoup de naturel et d'expression artistique, Madame Lemmens possède un style raffiné et gracieux, et est l'une des chanteuses les plus accomplies du moment »

## Vie familiale
En 1857, elle épousa l'organiste et compositeur belge Jacques-Nicolas Lemmens, qui fonde en 1878 l'école de musique sacrée à Malines. Ils eurent deux fils, devenus ingénieurs, et deux filles. L'une d'entre elles, Maggy Lemmens née à Londres le 7 septembre 1874 et décédée à Bruxelles le 29 mars 1962, épousa un neveu de l'architecte Joseph Poelaert, René Poelaert, (1874-1946), agent de change, directeur de la Caisse Centrale de Change et Fonds Publics, 5, place de la Liberté, né le 16 juillet 1874 à Bruxelles et décédé à Schaerbeek le 22 décembre 1946, fils de Constant Poelaert, avocat à la Cour d’Appel de Bruxelles (1827-1898) et d'Ernestine Jacobs (1835-1882).

## Carrière
Lemmens-Sherrington fait ses débuts sur scène en 1860, dans la première représentation d'un nouvel opéra, Robin Hood, de George Alexander Macfarren, livret de Jean Oxenford. Elle a été choisie par Edward Tyrrel Smith pour une tentative de lancement d'un opéra anglais au Her Majesty's Theatre ; une saison anglaise avait lieu simultanément avec une saison italienne les autres soirées. Les chanteurs engagés ont été Lemmens-Sherrington (Maid Marian), Mme Lemaire, Charles Santley (en), Mr Parkinson et Sims Reeves (Locksley). L'orchestre était dirigé par Charles Hallé. Le duo avec Reeves, When lovers are parted et la chanson de Marianne True love, true love in my heart, thème de l'ensemble de la partition, ont été « délicieusement chantés »[réf. nécessaire] et elle a reçu des applaudissements enthousiastes. Ce fut un  succès tel que Reeves et Sherrington ont même obtenu un meilleur box-office que Thérèse Tietjens et Antonio Giuglini (en) dans Il trovatore et Don Giovanni, donnés au cours d'autres soirées. Tout de suite après, avec Santley, John Patey et d'autres, elle est apparue brièvement dans The Amber Witch (en) de Wallace, mais les régisseurs l'ont transférée au Drury Lane Theatre et son rôle a été repris par Euphrosyne Parepa-Rosa.
De janvier à mars 1864, Lemmens-Sherrington chante Marguerite dans Faust de Gounod, pendant la deuxième année de la représentation anglaise, avec Santley, qui crée Dio possente, dans le rôle de Valentin, Reeves, acclamé dans l'Acte 1 et Marchesi (Mephisto). A la Royal Opera House de Covent Garden, elle est apparue dans Helvellyn de Macfarren, rôle partagé avec Parepa-Rosa et dans Rose, or Love's Ransom de John Liptrot Hatton, créé au Royal English Opera de Covent Garden en 1864. Au cours des deux saisons suivantes, elle est apparue dans l'opéra italien, à Covent Garden, dans le rôle de Donna Elvira dans Don Giovanni, Adalgisa dans Norma, Élisabeth de Valois dans Don Carlos, Isabella dans Robert le diable et Prascovia dans L'étoile du nord. Après cela, sa carrière fut principalement en concert ; elle a souvent chanté avec Santley, Patey, Antoinette Sterling (en), Sims Reeves et  Allan James Foley (en) (Signor Foli), dans les célèbres "ballad concerts" sous la direction de John Boosey.
Le 21 avril 1865, elle chante l'air du Pardon de Ploërmel, de Meyerbeer, et les Variations de Rodde, au palais du Louvre, lors des soirées musicales du surintendant des Beaux-Art.
En 1871, Lemmens-Sherrington a été l'une des premières musiciennes à avoir reçu la Médaille d'Or de la Royal Philharmonic Society. Elle a également été parmi les premiers artistes à avoir sa voix enregistrée, dont un duo avec son mari. Une description tirée du The Daily Telegraph indique que lors d'une audience privée au Crystal Palace, le vendredi saint, 1878, « ... dans les duos et les solos qui ont été essayés avec succès par Madame Lemmens-Sherrington, M. Lemmens, Signor Foli, M. Manns et d'autres habiles musiciens, les aigus ont provoqué un phénomène encore inexpliqué, à savoir, que les sons musicaux ont été reproduits dans une clé supérieure, d'un demi-ton de différence. Tandis que M. Lemmens et son épouse ont chanté en duo, quelque chose a provoqué leurs rires, et cet incident a été fidèlement reproduit par la machine ».
EN 1880, elle chante La Lyre et La Harpe de Saint-Saëns, au Concert-Populaire à Paris.

## Dernières années
Au moment de la mort de son mari, en 1881, Lemmens-Sherrington a été nommée professeure de chant au Conservatoire de Bruxelles, et, en 1891, à l'Académie Royale de Musique. À partir de ce moment, elle a souvent résidé en Angleterre. Elle a aussi enseigné au Royal Manchester College of Music, où un de ses élèves a été la contralto Edna Thornton,.

Au début de 1889, avant le 33e anniversaire de sa première apparition à Londres, elle est apparue au Royal Albert Hall dans une représentation de l'oratorio Lucifer de Peter Benoit. George Bernard Shaw, qui était présent, a fait observer : 

« La méthode de Madame Sherrington a toujours été la méthode la plus sûre, et elle a l'avantage, qui n'est pas commun chez les artistes, d'être intelligente et une femme sensible. Et, sauf une fois, quand elle a tiré vers le bas, lors d'un chœur non accompagné, faisant une épouvantable catastrophe, il n'y avait pas de quoi s'en plaindre »

. Elle a reçu « une réception spontanée et chaleureuse qu'elle a reconnue avec toute son ancienne grâce ». Son travail lui-même a été un échec complet.

Le 1er novembre 1894 Lemmens-Sherrington est sorti de sa retraite pour chanter pour la dernière fois en public, dans la Création d'Haydn dans un concert à Manchester pour honorer Charles Hallé. Le Manchester Guardian a signalé 

« que bien que sa voix n'était pas aussi riche et puissante telle qu'elle avait été vingt ans plus tôt, un artiste est un artiste, et dans tout ce qu'elle a chanté la nuit dernière, Madame Sherrington affiche l'habileté d'un artiste par vocalisation accomplie »

.
À la retraite, elle passe ses dernières années au 7 rue Capouillet, à Bruxelles, où elle vit avec ses deux sœurs. Elle y meurt le 9 mai 1906, à l'âge de 71 ans.